# Uraka Gómez
Uraka Gómez (? – oko 1039.) bila je španjolska plemkinja i kastiljska grofica. Poznata je kao regentica.
Otac grofice Urake bio je Gomez, grof Saldañe, dok je Urakina majka bila Muniadomna Fernández, čiji otac bijaše Fernán González.
Godine 994., Uraka se udala za svog bratića Sanča Kastiljskog. U trenutku vjenčanja, Sančo je bio u sukobu sa svojim ocem.
Nakon Sančove smrti, sin grofovskog para, García Sánchez, naslijedio je grofoviju, a budući da je bio maloljetan, Uraka je bila regentica („namjesnik“). Napustila je „dvor“ nakon što joj je sin postao punoljetan.